# Đạt Hải
Đạt Hải (tiếng Mãn: ᡩᠠᡥᠠᡳ, chuyển tả: Dahai, giản thể: 达海; phồn thể: 達海; 1595 – 1632) là một học giả, nhà phiên dịch thời Hậu Kim và đầu nhà Thanh trong lịch Trung Quốc. Ông là người đã hoàn thiện bảng chữ cái tiếng Mãn dựa trên cơ sở những văn tự đã được Cát Cái và Ngạch Nhĩ Đức Ni sáng tạo ra trước đó, cũng vì vậy mà ông được xưng "thánh" trong cộng đồng người Mãn.

## Cuộc đời
Tổ tiên của Đạt Hải vốn sinh sống ở vùng Giác Nhĩ Sát nên đã lấy địa danh này làm họ. Ông nội ông là Bác Lạc (博洛) đã quy thuận Hậu Kim từ khi Nỗ Nhĩ Cáp Xích khai quốc, được biên chế vào Mãn Châu Chính Lam kỳ. Cha ông là Ngả Mật Thiện (艾密禅) từng làm quan đến Tán trật đại thần. Đạt Hải là con trai thứ 3 của Ngả Mật Thiện. Ông có một người anh trai từng nhậm chức Võ Bị viện Đại thần tử trận trong Trận Đại Lăng Hà.

### Thông thạo tiếng Hán
Cũng như Ngạch Nhĩ Đức Ni, Đạt Hải được xem là người không chỉ thông thạo cả 3 ngôn ngữ tiếng Hán, tiếng Mãn và tiếng Mông Cổ mà còn am hiểu về ngôn ngữ và văn hóa của cả người Mông Cổ và người Mãn. Ông thông minh từ nhỏ, lên 9 tuổi đã thông thạo cả tiếng Mãn và tiếng Hán. Năm 20 tuổi, ông được Hoàng Thái Cực cho gọi vào Văn quán, tất cả những văn thư sứ giả gửi đến nhà Minh, Mông Cổ và Triều Tiên đều do Đạt Hải khởi thảo. Những mệnh được truyền đi trong nước nếu cần dùng đến văn tự tiếng Hán cũng sẽ do Đạt Hải đi tuyên. Tất cả được cho là ý của Nỗ Nhĩ Cáp Xích. Không lâu sau, Đạt Hải tiếp tục phụng mệnh phiên dịch "Minh hội điển", "Tố thư" và "Tam lược". Đạt Hải từng bị tố cáo có quan hệ bất chính với một cung nữ của Nỗ Nhĩ Cáp Xích. Đây vốn là tội chết nhưng vì Đạt Hải thông hiểu tiếng Hán mà được miễn, đổi thành cầm tù. Sau khi Hoàng Thái Cực lên ngôi đã chia Văn quán thành 2 bộ phận, một bộ phận chịu trách nhiệm ghi chép chính sự trong nước, một bộ phận khác phụ trách phiên dịch thư tịch chữ Hán do Đạt Hải cùng Cương Lâm, Tô Khai, Cố Nhĩ Mã Hồn và Thác Bố Thích phụ trách. Năm Thiên Thông thứ 3 (1629), Hoàng Thái Cực dẫn quân vòng qua Mông Cổ trực tiếp tấn công Bắc Kinh, đánh bại quân đội của Tổng binh Mãn Quế ngay trên đường hành quân. Công thành Bắc Kinh đã lâu không thành, Hoàng Thái Cực cử Đạt Hải soạn thư nghị hòa cùng nhà Minh nhưng nhà Minh bế quan từ chối tiếp nhận. Vì vậy Hoàng Thái Cực lại lệnh Đạt Hải viết hai phong thư, một phong đặt ở bên ngoài Đức Thắng môn, một phong khác đặt ở bên ngoài An Định môn, rồi dẫn quân khải hoàn trở về.
Một năm sau, Hậu Kim tiếp tục tấn công nhà Minh, khi hành quân đến trạm dịch Sa Hà, Hoàng Thái Cực lệnh cho Đạt Hải dùng tiếng Hán tuyên bố chỉ dụ tiến hành chiêu hàng. Không lâu sau thì quân Hậu Kim đánh hạ được Vĩnh Bình, Đạt Hải phụng mệnh cầm Hoàng kỳ trèo lên thành, dùng tiếng Hán tuyên bố chỉ dụ. Quân dân trong thành trông thấy liền quỳ hô "Vạn tuế". Khi các hàng tướng như Mạnh Kiều Phương, Dương Văn Khôi, Dương Thanh Viễn theo A Ba Thái đến gặp Hoàng Thái Cực, cũng là do Đạt Hải thay mặt thăm hỏi bằng tiếng Hán. Sau khi Tam Truân Doanh và Hán Nhi Trang đầu hàng, nhà Minh cho quân tập kích Tam Truân Doanh. Hoáng Thái Cực lo sợ Hán Nhi Trang cũng lợi dụng thời cơ phản bội liền cho Đạt Hải dùng tiếng Hán trấn an quân dân. Cũng cùng năm đó, cuốn sách do Đạt Hải phiên dịch hoàn thành, ông được phong chức Du kích. Tháng 7 năm 1631, ông được ban hiệu "Ba Khắc Thập" (巴克什). Hai tháng sau, Hậu Kim tiếp tục tấn công nhà Minh, đánh hạ quân phòng thủ Đại Lăng Hà, Đạt Hải nhận lệnh dùng tiếng Hán chiêu hàng Tổng binh Tổ Đại Thọ. Lúc ban thưởng yến tiệc cho toàn quân, ông cũng là người thay mặt truyền dụ thăm hỏi.

### Cải tạo chữ Mãn
Trước đây, hệ thống chữ Mãn do Cát Cái và Ngạch Nhĩ Đức Ni sáng tạo ra dựa trên chữ Mông Cổ, nên rất nhiều phụ âm cùng các nguyên âm như o và ū đều dùng chung một chữ cái, dẫn đến rất nhiều trường hợp khó phân biệt chúng. Tháng 3 năm 1632, Hoàng Thái Cực đã lệnh Đạt Hải tiến hành cải chế hệ thống chữ này. Đạt Hải đã thêm các chấm tròn bên cạnh các chữ Mãn cũ để phân biệt các phụ nguyên âm khác nhau. Tiền tố nguyên âm đôi cũng được thêm vào để cách phát âm của tiếng Mãn và chữ Hán tương ứng càng thêm chính xác, từ đó thành công sáng chế ra loại chữ Mãn mới. Tháng 6 cùng năm, Đạt Hải đổ bệnh. Chỉ trong vòng 1 tháng bệnh tình đã đột ngột chuyển xấu. Hoàng Thái Cực sau khi nghe tin liền tỏ ra lo lắng, lập tức phái tùy tùng đến thăm bệnh, thưởng cho Đạt Hải gấm thêu mãng, cũng bày tỏ băn khoăn thương xót cho con trai ông. Nhưng lúc này Đạt Hải đã bệnh nặng, không thể nói gì, không lâu sau thì qua đời ở tuổi 38. Lúc bấy giờ, Đạt Hải đang phụ trách phiên dịch nhiều tác phẩm như "Thông giám", "Lục thao", "Mạnh Tử", "Tam quốc diễn nghĩa", "Đại thừa kinh", tất cả đều chưa kịp hoàn thành.
Năm 1636, Đạt Hải được ban thụy Văn Thành (文成). Đến tháng 5 năm 1669, Khang Hi nghe theo đề xuất của cháu nội Thiện Bố, lập bia tưởng niệm công lao sáng chế Mãn văn của Đạt Hải. Là người hoàn thiện việc sáng chế nên Mãn văn, Đạt Hải được người Mãn tôn xưng "thánh nhân". Ông có tất cả 4 người con trai, trong đó con trai trưởng Nhã Tần được thừa kế thế chức Kỵ đô úy, nhậm Tá lĩnh. Con cháu của ông được phép sử dụng dây lưng màu tím (tử đái) địa vị gần với dòng dõi Ái Tân Giác La, mà các cháu gái đều không phải tham gia Bát Kỳ tuyển tú.

## Tương quan
- Có 3 phiên bản về thời điểm Đạt Hải bắt đầu cải tạo Mãn văn: giữa những năm Thiên Mệnh, năm Thiên Thông thứ 3 (1629) và năm Thiên Thông thứ 6 (1632).[11]
- Trong những năm Khang Hi, Quốc tử giám Tế tửu A Lý Hô từng tấu xin Khang Hi đưa Đạt Hải vào phụ thờ ở Khổng miếu, nhưng vì sự phản đối của Lễ bộ Thượng thư Hàn Thảm mà việc này không được tiến hành.[10]
- Có học giả cho rằng, việc dòng dõi nam của Đạt Hải được mang tử đái, nữ không phải tham gia tuyển tú không phải là đặc quyền vì ông đã sáng chế ra Mãn văn mà là vì gia tộc Đạt Hải vốn thuộc dòng Giác La, tức vốn là họ Ái Tân Giác La, nhưng vì phạm tội mà bị truất đi tư cách Giác La, đến những năm Khang Hi thì được ban tử đái.[12]